# 小行星29705
小行星29705（29705 Cialucy）是一颗绕太阳运转的小行星，为主小行星带小行星。该小行星于1998年12月26日发现。

## 轨道参数
小行星29705的轨道半长轴为2.5866004 UA，离心率为0.108。